# Sisavang Vong
Sisavang Vong, známý též jako Sisavangvong (14. července 1885 – 29. října 1959), byl v letech 1904–1945 vládcem laoského království Luang Prabang a poté v letech 1945–1959 prvním králem sjednoceného Laosu, od jeho rozdělení v roce 1707.
Sisavang Vong nastoupil na trůn v roce 1904 po smrti otce, za jehož vlády již byl Luang Prabang pod francouzským protektorátem. Během jeho vlády bylo k Luangprabangskému království připojena území zbývající laoská území pod francouzskou suverenitou (Houaphan 1931, Houakhong, Xiengkhouang, Vientiane 1942, Čampasak, Sayboury, 1946). Po porážce Francie v druhé světové válce se vlády ve Francii ujal Vichistický režim. Japonsko provedlo invazi do Indočíny. Toho využilo Thajsko (japonský spojenec) a pokusilo se připojit svá dříve thajská území, které Thajsku odňala Francie. V říjnu 1940 proto vypukla thajsko-francouzská válka, která skončila 9. května 1941, Japonci zprostředkovaným, tokijským příměřím. Luang Prabang tak ztratil ve prospěch Thajska území na pravém přehu řeky Mekong (Sayboury). Jako kompenzaci mu francouzská správa umožnila připojit území Vientiane, Xieng Xouang a Muang Sing (horní Mekong).
Pod japonskou záštitou prohlásil 8. dubna 1945 nezávislost Laosu a sebe jeho prvním králem. 30. dubna 1945 pak obnovil svou oddanost francouzské správě. Následně byl 15. září téhož roku prohlášen králem sjednoceného Laosu, který se po roce 1707 rozpadl na tři království (Luang Prabang, Vientiane a Čampasak). Krátce poté odvolal své prohlášení nezávislosti Laosu a byl proto 20. října sesazen prozatímním národním shromážděním, zasedajícím ve Vientiane za kolaboraci s koloniální Francií. S francouzskou pomocí byl 23. dubna 1946 obnovena jeho vláda s retrospektivní platností.
Král Sisavang Vong uzavřel s Francií dohodu, která uznala k 19. červenci 1949 nezávislé Laoské království v rámci francouzské unie. Úplné suverenity dosáhal Laos 22. října 1953.
Poté, co v srpnu 1959 onemocněl, učinil svého nejstaršího syna Savanga Vathanu regentem. Ten se po jeho smrti 29. října stal králem.

## Rodina
Za svůj život se Sisavangvong stal otcem padesátky dětí, které měl s celkem osmnácti ženami (dvě z nich byly jeho sestry a neteř). Čtrnáct z jeho potomků utonulo v roce 1931 v Mekongu.

## Vyznamenání
- velkokříž Královského řádu Kambodže – Kambodža, 4. března 1905
- velkostuha Řádu annámského draka – Vietnam, 4. března 1905
- komandér Řádu čestné legie – Francie, 4. března 1905
- velkokříž Řádu čestné legie – Francie, 20. listopadu 1927
- velkokříž Řádu koruny – Belgie, 1933
- velkokříž Řádu Černé hvězdy – Francie, 1935
- Croix de Guerre 1939–1945 s palmou – Francie, 1949
- důstojník Řádu umění a literatury – Francie, 1949
- rytíř Řádu Mahá Čakrí – Thajsko, 20. července 1955
- velkokříž Národního řádu Vietnamu – Jižní Vietnam, 1955
- komtur Královského řádu za zásluhy v zemědělství – Kambodža